# Dolicheremaeus krantzi
Dolicheremaeus krantzi är en kvalsterart som beskrevs av Sandór Mahunka 2000. Dolicheremaeus krantzi ingår i släktet Dolicheremaeus och familjen Tetracondylidae. Inga underarter finns listade i Catalogue of Life.